# Елюккасы
Елюккасы́ (чув. Елюккасси) — деревня в Цивильском районе Чувашской Республики. Входит в состав Поваркасинского сельского поселения.

## География
Находится в северной части Чувашии на расстоянии приблизительно 17 км на юг по прямой от районного центра города Цивильск на правобережье реки Малый Цивиль.

## История
Известна с 1867 года как околоток деревни Второе Степаново, где проживало 148 мужчин. В 1897 году было учтено 530 жителей, 1926—142 двора, 622 жителя, 1939—161 двор, 670 жителей, 1979—408 жителей. В 2002 году было 106 дворов, 2010 — 75 домохозяйств. В период коллективизации был образован колхоз «Красный флот».

## Население
Постоянное население составляло 213 человек (чуваши 99%) в 2002 году, 64 в 2010.